# Castelo de Quesa
O Castelo de Quesa localiza-se no município de Quesa, província de Valência, na comunidade autónoma da Comunidade Valenciana, na Espanha.

## História
Em posição dominante no alto de uma elevação vizinha à povoação, trata-se de uma fortificação de origem muçulmana, de reduzidas dimensões, erguida por volta do século XI.
No contexto da Reconquista cristã da região, foi abandonada após a sua conquista pelas forças de Jaime I de Aragão.
O castelo foi incendiado, como o demonstram os restos carbonizados identificados nos substratos inferiores do solo. No século XX, as pedras do conjunto foram reaproveitadas nas décadas de 1950 e 1960 para a construção de calçadas em um olival das vizinhanças. Recentemente, o ayuntamiento ergueu uma torre repetidora de sinais de televisão no centro da praça de armas do castelo, aumentando a descaracterização do sítio.
Actualmente em ruínas, são visíveis ainda alguns restos dispersos das bases das muralhas, de uma torre, de algumas das dependências internas e da cisterna.

## A lenda do castelo
Existe uma lenda local sobre o castelo, segundo a qual existe uma galeria em seu interior, que desce até à povoação. Por ela teriam escapado os mouros ao cerco imposto pelos cristãos. A lenda apoia-se no facto de que, em várias casas da povoação, o solo ter afundado em diversas ocasiões, sempre numa mesma linha, colocando a descoberto uma larga galeria que se perdia em direcção às hortas vizinhas.